# Stereotomy
Stereotomy (рус. Стереотомия) — девятый студийный альбом английской арт-рок-группы The Alan Parsons Project, изданный в 1985 году.
Хотя альбом был встречен критикой несколько лучше, чем предшествовавший ему Vulture Culture (1984), он оказался менее успешным в коммерческом плане, вероятно по причине того, что имел значительно меньший вклад со стороны Эрика Вулфсона (исполнившего лишь бэк-вокал в титульной композиции). Несмотря на это, композиция «Where’s The Walrus?» была номинирована на премию «Грэмми» в 1987 году в номинации «Лучшее инструментальное рок-исполнение».
Термин «Стереотомия» взят из рассказа «Убийство на улице Морг» Эдгара Аллана По и используется в качестве метафоры по отношению к тому, как известные люди оказываются скованными рамками, наложенными на них славой.

## Концепция альбома
Структурно и в музыкальном плане Stereotomy заметно отличается от предыдущих альбомов The Alan Parsons Project, в большей степени напоминая «сольные» альбомы Алан Парсонса, выпущенные после ухода Вулфсона. Альбом включает три длинных композиции и сразу несколько «инструменталов» (что является необычным для поздних альбомов группы) и, в целом, выдержан в футуристическом «синтезаторном» стиле.

## Stereotomy в СССР
Хотя официально пластинка в СССР не издавалась, композиция «Where’s The Walrus?» является хорошо знакомой советским слушателям, благодаря использованию в музыкальном оформлении телепередачи «Прожектор перестройки».

## Видео-клипы
На заглавную композицию альбома был снят видеоклип. Режиссером видео стал известный польски-американский режиссер Збигнев Рыбчинский. Видео стало одним из первых, показанных на MTV, в котором активно использовался хромакей.

## Список композиций
Все композиции написаны Аланом Парсонсом и Эриком Вулфсоном.
Сторона 1
1. Stereotomy (7:18) (вокал — Джон Майлз, бэк-вокал — Эрик Вулфсон)
2. Beaujolais (4:27) (вокал — Крис Рэйнбоу)
3. Urbania (4:59) (инструментальная композиция)
4. Limelight (4:39) (вокал — Гэри Брукер)

Сторона 2
1. In The Real World (4:20) (вокал — Джон Майлз)
2. Where’s The Walrus? (7:31) (инструментальная композиция)
3. Light of the World (6:19) (вокал — Грэм Дай, бэк-вокал — Стивен Дай)
4. Chinese Whispers (1:01) (инструментальная композиция)
5. Stereotomy Two (1:21) (вокал — Джон Майлз)

2008 Bonus Tracks
1. Light Of The World (инструментальная версия)
2. Rumour Goin' Round (демо-версия без вокала. В 2009-м году была выпущена с вокалом Эрика Вулфсона на альбоме «The Alan Parsons Project That Never Was»)
3. Stereotomy" (с комментарием Эрика Вулфсона)
4. Stereotomy" (инструментальная демо-версия)

## Участники записи
- Иэн Бэрнсон[англ.] — гитара
- Ричард Коттл — синтезаторы, саксофон
- Колин Бланстоун — вокал
- Грэм и Стивен Дай — вокал
- Стюарт Эллиот — перкуссия, ударные
- Алан Парсонс — клавишные, программирование
- Дэвид Патон[англ.] — бас-гитара
- Крис Рэйнбоу — вокал
- Эрик Вулфсон — пианино, клавишные, бэк-вокал
- Гэри Брукер — вокал
- Филармонический оркестр под управлением Кристофера Уоррена-Грина
- Эндрю Пауэлл — оркестровка, дирижирование